# Efekt Coolidge’a
Efekt Coolidge'a – wzrost libido zarówno samców jak i samic związany z pojawieniem się nowego partnera seksualnego.

## Pochodzenie terminu
Zjawisko nazwał w 1955 r. amerykański etolog Frank A. Beach, któremu takie określenie zasugerował jeden ze studentów podczas konferencji psychologicznej, tłumacząc ją anegdotą o prezydencie stanów Zjednoczonych Johnie Calvinie Coolidge'u:
—  Frank A. Beach 

## Dowody empiryczne
Eksperymenty na szczurach wykazały, że zmiana partnera/partnerki na nowego wzmaga libido zarówno u samców jak i samic. Późniejsze badania dowiodły, że także u innych gatunków zachodzi to zjawisko. Jego podłożem jest wzrost stężenia dopaminy, która stymuluje układ limbiczny..